# James Burrill Jr.
James Burrill Jr. (ur. 25 kwietnia 1772 w Providence, zm. 25 grudnia 1820 w Waszyngtonie) – amerykański prawnik i polityk związany z Partią Federalistyczną.
Od 1817 roku do śmierci w 1820 roku reprezentował stan Rhode Island w Senacie Stanów Zjednoczonych. Jego ciało pochowane jest na Cmentarzu Kongresowym w Waszyngtonie.
Jego prawnuk, Theodore Francis Green, również reprezentował stan Rhode Island w Senacie Stanów Zjednoczonych.